# Treasures
Treasures är ett album av Dolly Parton, släppt i november 1996 och bestående av covers på rock- och countryhitlåtar från 1960- och 70-talen. Det var hennes 35:e studioalbum. Covers fanns bland annat på Merle Haggard, Neil Young, Kris Kristofferson, Cat Stevens och Mac Davis.  Blande de för fansen mer överraskande valen fanns Youngs "After the Gold Rush" och Stevens' "Peace Train", fastän Dolly Parton sagt att hon länge gillat båda artisternas låtar. (Hon hade också spelade in "After the Gold Rush" 1994 med Linda Ronstadt och Emmylou Harris på albumet Trio 2, vilket då inte släppts. Albumet fick blandade kritik, och nådde som högst 24:e plats på USA:s countryalbumlistor.  Treasures innehåller flera berömda gästartister, bland andra Ladysmith Black Mambazo, John Popper of Blues Traveler, David Hidalgo of Los Lobos och Alison Krauss.
I samband med släppet sändes även ett TV-program i CBS, där Dolly Parton framförde flera av låtarna, medan en video visade händelser från åren då originalartisterna släppte låtarna av.
1997 släpptes en dansremixversion av Dolly Partons inspelning av "Peace Train", och även om den inte nådde countrylistorna, nådde den de tio främsta på Billboards danssingellista; och efter framgången med "Peace Train" släpptes även en dansremix av "Walking on Sunshine".

## Låtlista
1. "Peace Train"
2. "Today I Started Loving You Again"
3. "Just When I Needed You Most"
4. "Something's Burning"
5. "Before the Next Teardrop Falls"
6. "After the Gold Rush"
7. "Walking on Sunshine"
8. "Behind Closed Doors"
9. "Don't Let Me Cross Over"
10. "Satin Sheets"
11. "For the Good Times"

## Listoplaceringar
| Lista (1996)          | Topplacering |
| --------------------- | ------------ |
| Billboard 200 (USA)   | 122          |
| US Top Country Albums | 22           |